# セバシス大公
セバシス大公（Archduke Sebassis）は、アメリカのテレビドラマ『エンジェル』に登場する架空の人物。
演じた俳優はリーランド・クルーク。

## 解説
第5シーズン「忙殺」で、ウルフラム&ハート主催のハロウィーンパーティのゲストとして登場する。多くのウルフラム&ハートの職員の崇拝の対象になっている。ピー・ピーとあだ名のついた奴隷を常に連れ、彼の体液を飲むことを日課とする。
「パワープレー」で黒い棘の会の議長であることが判明、「正義は消えず」でエンジェルに毒殺される。

### 身体的特徴
灰色の皮膚。禿頭。山羊のような角を持つ。